# Вепрев, Аркадий Филимонович
Арка́дий Филимо́нович Ве́прев (29 октября 1927, с. Вареницы, Вятская губерния — 23 июля 2006, пос. Степной, Красноярский край) — советский и российский государственный деятель, председатель колхоза «Назаровский» Красноярского края, Герой Социалистического Труда, народный депутат СССР, первый глава администрации Красноярского края (1991—1993).

## Ранние годы
Родился 29 октября 1927 года в с. Вареницы в большой крестьянской семье. С пятнадцати лет начал работать счетоводом в колхозе, окончить школу помешала война. С 1942 по 1944 года работал в колхозе «Воронцовский» в Кировской области.
С 1944 по 1952 года служил в армии: курсант Челябинского военно-авиационного училища штурманов и стрелков-радистов, воздушный стрелок-радист авиации дальнего действия.
С 1952 по 1953 год — ученик расточника, расточник машиностроительного завода в Москве.
В 1958 году окончил Московскую сельскохозяйственную академию. В период учёбы являлся сталинским стипендиатом, секретарём комсомольской организации и членом партийного бюро факультета. 

## Работа в Красноярском крае
С 1958 по 1990 год — агроном сельхозинспекции, главный агроном, с 1959 года — директор совхоза «Назаровский» Назаровского района Красноярского края. Данное хозяйство считалось одним из лучших в СССР. Здесь получали стабильные 30-35 центнеров зерна с гектара, надои молока приближались к четырём с половиной тысячам литров на корову, а себестоимость мяса была самой дешевой в стране и значительно ниже, чем в Англии, Голландии и Швеции.
Указом Президиума Верховного Совета СССР от 6 июня 1984 года за достижение выдающихся показателей и трудовой героизм, проявленный в выполнении планов и социалистических обязательств по увеличению производства и продажи государству зерна и других продуктов земледелия в 1983 году, Вепреву Аркадию Филимоновичу присвоено звание Героя Социалистического Труда с вручением ордена Ленина и золотой медали «Серп и Молот».
В составе советской делегации А. Ф. Вепрев, как выдающийся практик сибирского земледелия, ездил выступать в сенате США, после чего американские сенаторы приезжали в Красноярский край в совхоз «Назаровский».
С 1990 по 1991 год — председатель комитета Верховного Совета СССР по аграрным вопросам и продовольствию.

## Губернатор Красноярского края
29 декабря 1991 года был назначен главой администрации Красноярского края. 
В середине 1992 года началось противостояние между исполнительной и законодательной властью, закончившееся добровольной отставкой А. Ф. Вепрева — 21 января 1993 года он подал в отставку «в связи с состоянием здоровья», 27 января указом Президента России Б. Н. Ельциным был освобождён от должности. 

## На пенсии
С 1993 года находился на пенсии и являлся советником-консультантом ЗАО «Назаровское» (бывший возглавляемый им совхоз). 
Проживал в посёлке Степном Назаровского района.

## Смерть
Умер 23 июля 2006 года. Причиной смерти стал обширный инфаркт. Похоронен в поселке Степном Назаровского района.

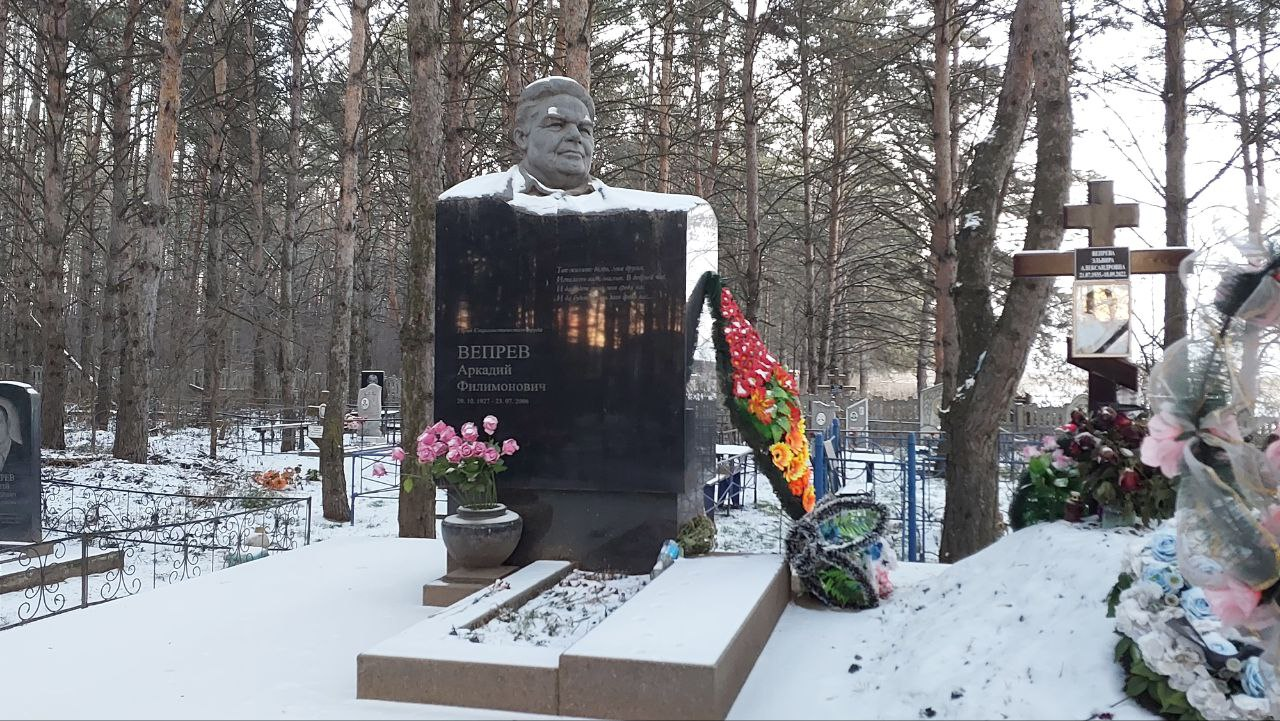
Памятник на могиле Аркадия Вепрева. Справа могила супруги Эльвиры, слева — сына Сергея

## Память
- Назаровскому профессиональному училищу № 62 присвоено имя Аркадия Вепрева, первого губернатора Красноярского края, Героя Социалистического Труда, кавалера ордена трудовой славы 29 октября 2006 года.
- Назаровский строительный техникум был переименован в «Назаровский аграрный техникум имени А. Ф. Вепрева».

## Семья
- Жена: Эльвира Вепрева (1935 — 2022). Дочь Татьяна, сын Сергей.

## Звания и награды
- Герой Социалистического Труда (1989)
- два ордена Ленина (1966; 1984)
- Орден Октябрьской Революции (1981)
- орден «Знак Почёта» (1971)
- заслуженный агроном РСФСР (1974)
- Почётный гражданин Назаровского района (1994)
- медали, медали ВДНХ СССР

## Комментарии
1. ↑  Село Вареницы в последующем входило в состав Панихинского сельсовета Шабалинского района Кировской области; не сохранилось[1].